# 蔡鼎新
蔡鼎新（1920年—2015年）台灣詩聯書法家，出生於福建省福州市，本名蔡能琨，字鼎新，別號晚學齋主，擅賦詩及書法聯對，在騷壇以詩、文、聯、字四絕知名。  
曾任台北市八閩美術會會長、甲辰詩書畫會會長、中華詩學研究委員、中華粥會名譽會長、于右任書法收藏研究院名譽院長。
著有《晚學齋隨筆》、《晚學齋詩稿》行世。2004年集結生平所著詩文聯稿出版《晚學齋類稿》套書十輯，計有：詩存（五七言律詩、絕句兩千餘首）、古風選集（七五言古體詩兩百三十餘篇）、序跋選集（一百三十餘篇）、聯鈔（慶輓與時評聯稿九百餘副）、隨筆（為自立晚報副刊執筆專欄文章兩百多篇）、續筆（刊載於自立藝苑以外的隨筆八十餘篇）、題畫集（畫作題詠九百餘篇）、嵌名聯集及武俠小說 共百萬餘言。2009年，蔡鼎新九十歲時，在台北舉行《九十回顧我字我詩》展覽，並續印詩文聯作品《晚學齋類稿續編》，而後每年又新發表手抄《晚學齋新編》一卷 (共五卷，有詩存、古風、序跋、聯鈔、題畫、嵌名聯共二十五萬言) 。 

## 著作

### 1990年
- 《晚學齋隨筆》

- 《晚學齋詩稿》

### 2004年《晚學齋類稿》叢書
- 《晚學齋詩存》[6]（律詩、絕詩集）

- 《晚學齋古風選集》[7]（七五言古體詩選集）

- 《晚學齋序跋選集》[8]（收錄為書畫界人士題詠所作之藝文評論選集）

- 《晚學齋聯鈔》[9]（收錄其慶輓對聯創作）

- 《晚學齋隨筆 再版》[10]（1983~1988年間為自立晚報副刊自立藝苑執筆之專欄文章）

- 《晚學齋續筆》[11]（為《晚學齋隨筆》之續作）

- 《晚學齋題畫集》[12]（涵蓋古風、五七律、五七言等九百餘題）

- 《晚學齋嵌名聯集》[13]（收錄海內外現場揮毫之鳳頂格嵌名聯）

- 《晚學齋金花帖子》[14]（武俠小說，原連載於美國洛杉磯世界日報 - 1980年3月）

- 《晚學齋天風影月》 [15]（武俠小說，原連載於美國洛杉磯世界日報 - 1980年6月）

### 2009年
- 《晚學齋類稿續編》[16]

### 2010~2014年
- 《晚學齋新編卷之一》（2010年）

- 《晚學齋新編卷之二》（2011年）

- 《晚學齋新編卷之三》（2012年）

- 《晚學齋新編卷之四》（2013年）

- 《晚學齋新編卷之五》（2014年）

## 展覽

### 近年展覽

#### 個展
- 2002年「蔡鼎新我字我詩展」

- 2003年「晚學齋百聯展覽」

- 2004年「蔡鼎新書法比較展」暨「晚學齋類稿」發表會

- 2009年「蔡鼎新九十回顧我字寫我詩展」[19]

#### 聯展、邀請展
- 2002年「海峽兩岸名家書畫展」暨湄州島書畫交流會 [20]

- 2003年「中日美澳彩墨名家交流展」東亞藝術研究會主辦 [21]

- 2003年「中華粥會80週年書畫典藏展」中華粥會主辦 [22]

- 2004年「遊藝人生彩墨書畫聯展」中國國際美術協會主辦[23]

- 2004年「現代名家法書滿江紅詞巡迴展」中正紀念堂暨中國書法藝術基金會合辦[24]

- 2008年「傳古振新－當代書畫邀請展」中國美術協會、中國畫學會、台灣水墨畫會、中國國際美術協會主辦[25]

- 2008年「全國書法名家巡迴展」金門文化局主辦[26]

- 2009年「東亞名家書畫展」中正紀念堂、東亞藝術研究會主辦[27]

- 2009年「海峽兩岸書畫家交流活動作品展」江蘇省江都市人民政府﹑國際中國書畫家交流促進會﹑國際中國書畫家聯合會合辦[28]

- 2010年「台北-晉江書畫攝影名家邀請展」

- 2011年「民國一百年百幅名家書畫展」台灣世界藝術家交流聯誼會主辦[29]

- 2012年「國父誕辰147週年暨兩岸名家書畫邀請展」國父紀念館主辦[30]

- 2012年「第一屆臺灣書畫百年百人大展」[31]

- 2014年「藝掀風潮－中國美術協會聯展」中國國際美術協會主辦[32]